# Klim Kostine
Pour les articles homonymes, voir Kostine.
Klim Sergueïevitch Kostine - en russe : Клим Сергеевич Костин et en anglais : Klim Sergeyevich Kostin - (né le 5 mai 1999 à Penza en Russie) est un joueur professionnel russe de hockey sur glace. Il évolue à la position d'ailier droit.

## Biographie
En 2015-2016, Kostine fait ses débuts avec le HK MVD Balachikha en MHL où il obtient 22 points en 30 matchs.
Lors du repêchage européen de la LCH 2016, il est sélectionné au 1er rang au total par le Ice de Kootenay de la LHOu. Il préfère néanmoins demeurer en Russie et s'aligner avec le HK Dinamo Moscou pour la saison 2016-2017. Il est toutefois limité à 18 matchs en 2016-2017 avec le Dinamo et son club-école, le Dinamo Balachikha, en raison d'une chirurgie à une épaule subie en janvier 2017 qui met un terme à sa saison.
Malgré une fin de saison prématurée, il se classe au 1er rang chez les patineurs européens par la Centrale de recrutement de la LNH en prévision du repêchage d'entrée dans la LNH 2017. Le 23 juin 2017, il est repêché en 1ère ronde, 31e au total, par les Blues de Saint-Louis.
Le 4 juillet 2017, Kostine et ses coéquipiers du Dinamo sont libérés par l'équipe en raison d'une violation aux règlements de la KHL. Il devait au départ poursuivre son développement en Russie en 2017-2018. À la suite de cette décision, il signe son contrat d'entrée d'une durée de 3 ans avec Saint-Louis.
Le 6 octobre 2017, il est assigné par les Blues au Rampage de San Antonio dans la LAH.
Le 16 novembre 2019, il joue son premier avec les Blues face aux Ducks d'Anaheim. Il marque son premier but le 23 novembre face aux Predators de Nashville.
Le 9 octobre 2022, il est échangé aux Oilers d'Edmonton en retour de Dmitri Samoroukov.
Le 29 juin 2023, alors que Kostin est sur le point de devenir agent libre, il est envoyé aux Red Wings de Détroit avec l'attaquant Kailer Yamamoto en échange de considérations futures. Quelques jours plus tard, il signe un contrat de deux ans et quatre millions $ avec les Red Wings.
Le 8 mars 2024, Kostin est échangé aux Sharks de San José en échange de Radim Šimek et d'un choix de 7e tour au repêchage de 2024.

## Statistiques

### En club
| Saison     | Équipe                      | Ligue      |                   | Saison régulière  | Saison régulière  | Saison régulière  | Saison régulière  | Saison régulière |   | Séries éliminatoires | Séries éliminatoires | Séries éliminatoires | Séries éliminatoires | Séries éliminatoires |
| Saison     | Équipe                      | Ligue      | PJ                | B                 | A                 | Pts               | Pun               | PJ               | B | A                    | Pts                  | Pun                  |                      |                      |
| 2015-2016  | HK MVD Balachikha           | MHL        | 30                | 8                 | 13                | 21                | 74                | -                | - | -                    | -                    | -                    |                      |                      |
| 2016-2017  | HK Dinamo Moscou            | KHL        | 8                 | 0                 | 0                 | 0                 | 27                | -                | - | -                    | -                    | -                    |                      |                      |
| 2016-2017  | Dinamo Balachikha           | VHL        | 9                 | 1                 | 0                 | 1                 | 4                 | -                | - | -                    | -                    | -                    |                      |                      |
| 2016-2017  | HK MVD Balachikha           | MHL        | 1                 | 0                 | 1                 | 1                 | 2                 | -                | - | -                    | -                    | -                    |                      |                      |
| 2017-2018  | Rampage de San Antonio      | LAH        | 67                | 6                 | 22                | 28                | 72                | -                | - | -                    | -                    | -                    |                      |                      |
| 2018-2019  | Rampage de San Antonio      | LAH        | 48                | 13                | 17                | 30                | 59                | -                | - | -                    | -                    | -                    |                      |                      |
| 2019-2020  | Rampage de San Antonio      | LAH        | 40                | 7                 | 13                | 20                | 35                | -                | - | -                    | -                    | -                    |                      |                      |
| 2019-2020  | Blues de Saint-Louis        | LNH        | 4                 | 1                 | 0                 | 1                 | 4                 | -                | - | -                    | -                    | -                    |                      |                      |
| 2020-2021  | Avangard Omsk               | KHL        | 43                | 7                 | 11                | 18                | 50                | 24               | 5 | 4                    | 9                    | 44                   |                      |                      |
| 2020-2021  | Blues de Saint-Louis        | LNH        | 2                 | 0                 | 1                 | 1                 | 0                 | -                | - | -                    | -                    | -                    |                      |                      |
| 2021-2022  | Blues de Saint-Louis        | LNH        | 40                | 4                 | 5                 | 9                 | 23                | -                | - | -                    | -                    | -                    |                      |                      |
| 2021-2022  | Thunderbirds de Springfield | LAH        | 17                | 3                 | 3                 | 6                 | 15                | 18               | 4 | 4                    | 8                    | 32                   |                      |                      |
| 2022-2023  | Condors de Bakersfield      | LAH        | 9                 | 2                 | 2                 | 4                 | 15                | -                | - | -                    | -                    | -                    |                      |                      |
| 2022-2023  | Oilers d'Edmonton           | LNH        | 57                | 11                | 10                | 21                | 66                | 12               | 3 | 2                    | 5                    | 9                    |                      |                      |
| 2023-2024  | Red Wings de Détroit        | LNH        | 33                | 3                 | 1                 | 4                 | 38                | -                | - | -                    | -                    | -                    |                      |                      |
| 2023-2024  | Sharks de San José          | LNH        | Saison en cours ? | Saison en cours ? | Saison en cours ? | Saison en cours ? | Saison en cours ? |                  |   |                      |                      |                      |                      |                      |
| Totaux LNH | Totaux LNH                  | Totaux LNH | 103               | 16                | 16                | 32                | 89                | 12               | 3 | 2                    | 5                    | 9                    |                      |                      |

### En équipe nationale
| Année | Compétition                          |   | PJ | B | A | Pts | Pun                |  | Résultat |
| 2015  | Défi mondial -17 ans                 | 6 | 2  | 3 | 5 | 16  | Médaille d'argent  |  |          |
| 2016  | Championnat du monde moins de 18 ans | 5 | 0  | 4 | 4 | 4   | 6e place           |  |          |
| 2016  | Ivan Hlinka -18 ans                  | 5 | 4  | 3 | 7 | 29  | Médaille de bronze |  |          |
| 2018  | Championnat du monde moins de 20 ans | 5 | 5  | 3 | 8 | 2   | 5e place           |  |          |